# エジプト・サッカー暴動
エジプト・サッカー暴動（エジプト・サッカーぼうどう）は、2012年2月1日にエジプト北部の港湾都市ポートサイドにあるポートサイド・スタジアムで行われたサッカーリーグ戦、エジプト・プレミアリーグ第17節のアル・マスリ対アル・アハリ戦の際に発生した暴動である。試合は3-1でホームのアル・マスリが勝利したが、試合終了後に多数のアル・マスリのサポーターがピッチに乱入し、アル・アハリの選手やサポーターを襲撃した。この暴動により74人が死亡し、1,000人以上の負傷者を出した事から「エジプトサッカー史上最悪の惨事」と評されている。なお、79人が死亡したとする報道もある。

## 背景

### エジプト情勢

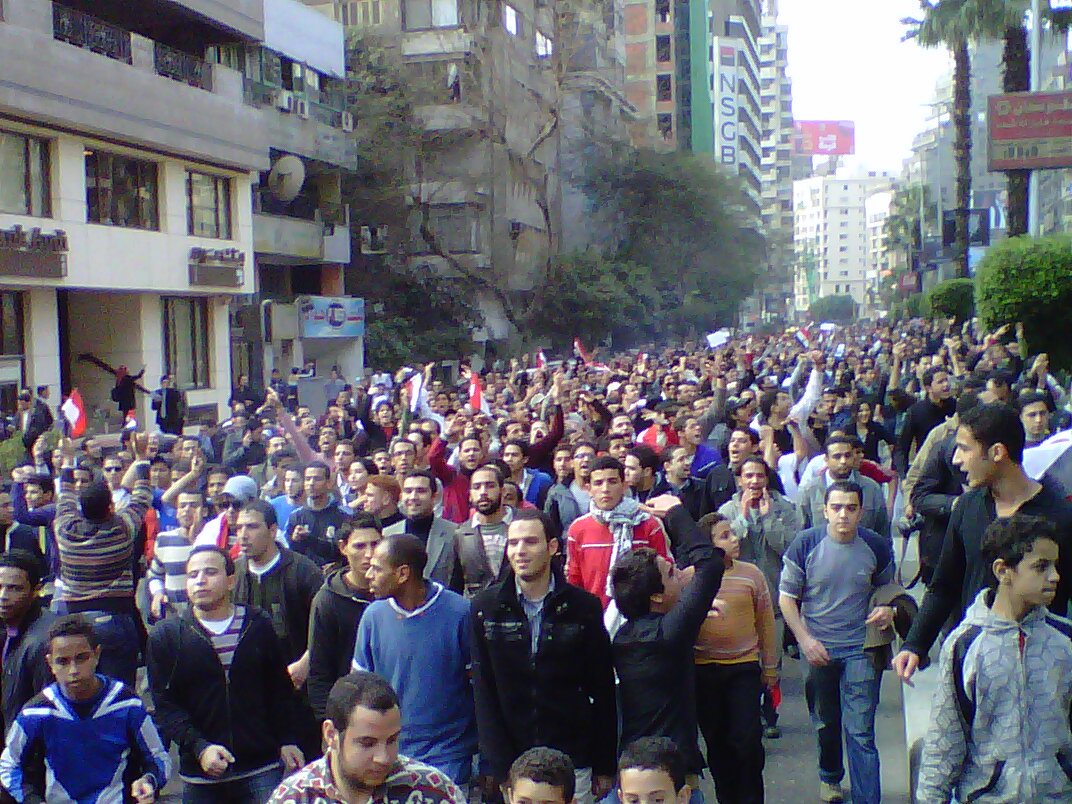
デモに参加する群衆

2010年12月から2011年1月にかけてチュニジアで発生したジャスミン革命と呼ばれる民主化運動に影響され、エジプトにおいて29年間の長きにわたり政権を維持してきたホスニー・ムバーラク大統領に対する反発が強まり国内各地でムバーラク政権に対する反政府デモが頻発。1月28日には最大規模の反政府デモが行われるなど騒乱状態となり、ムバーラクは2月11日に大統領職を退き、全権をエジプト軍最高評議会に委譲したことを表明した。革命後は軍最高評議会による暫定統治が行われたが軍による統治が長期化した事に民衆の不満が強まり、同年秋に入るとデモが再発。12月にカマル・ガンズーリを暫定首相とする政権が発足し民政移管に向けて調整が進められているものの、改革の遅れや革命前から有する権益を依然として維持し続ける軍部への反発が強まっていた。

### サッカー

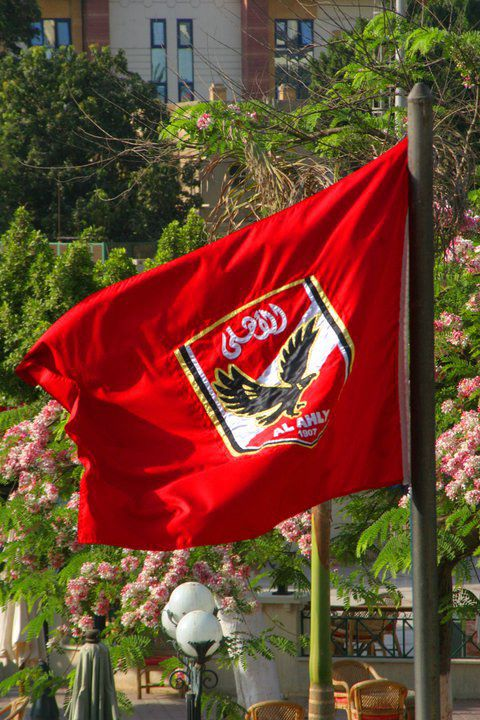
アル・アハリの旗

アル・アハリはエジプトの首都カイロを本拠地とするクラブで1907年創設と歴史は古い。創設以来、国内のみならず国際大会においても数多くのタイトルを獲得し、2006年にはFIFAクラブワールドカップに出場し3位入賞した実績を持つ。クラブは同じ都市を本拠地とするアル・ザマレクが富裕層のチームであるのに対し一般大衆のチームを標榜しており、会員数はカイロ市内だけで4万5000人を超え、エジプト国内に留まらず、アラビア語圏全域において人気を獲得している。国内外での知名度の高さと熱狂的サポーターを獲得していることで知られるが、その中でもウルトラスを名乗る過激なサポーター集団は過去5年の間、スタジアムにおいて警察と対立関係にあり、ムバーラク政権を退陣に追い込んだ2011年の革命において活発な活動を行っていた。
アル・マスリは1920年に創設された国内の強豪クラブの一つであり、アル・アハリとはライバル関係にある。しかしアル・マスリは成績や資金面においてアル・アハリに劣っている事から、サポーター達は恵まれた状況にあるアル・アハリに対し嫌悪感を抱いており、試合の際には互いに非難を浴びせるなどの敵対関係にあった。
エジプトのサッカー界では2007年11月9日にカイロで行われたCAFチャンピオンズリーグ決勝第2戦のアル・アハリ対エトワール・サヘル戦終了後に敗れたアル・アハリのサポーターがエトワール・サヘルの選手に向かって瓶缶類を投げつけ表彰式を妨害した事件や、2009年11月14日にカイロで行われた2010 FIFAワールドカップ・アフリカ予選のエジプト対アルジェリア戦の2日前にアルジェリアの選手バスを地元サポーターが襲撃し投石などにより選手4人が負傷した事件などのトラブルが発生していたが、2011年にアラブ諸国で頻発した政治的騒乱の影響もあり、サッカーの試合における暴動は増加傾向にあった。

## 経緯
ポートサイド・スタジアムには約22,000人の観衆が集まっていたが、そのうちの約2,000人がアル・アハリのサポーターだった。事前にアル・マスリの会長とスタジアムの警備責任者と両チームのサポーター集団の代表者が会合を開き「暴力沙汰を起こしてはならない」ことで合意に達していた。
試合はアウェイのアル・アハリが11分に先制したものの、ホームのアル・マスリが72分、82分と得点を挙げ逆転に成功。アディショナルタイムに更に1点を追加し3-1で勝利したが、試合開始直後からアル・マスリのサポーターによる投石やロケット花火による攻撃が警備側による介入を受けることなく行われており、試合終了時には警備側の統制は機能を喪失していた。なお、アル・マスリ側には試合中から警察を故意に挑発するなど暴力行為を扇動し試合終了と共にピッチへ乱入し暴行に及んだ組織化された集団が存在したとの指摘がある一方で、アル・アハリ側が相手を侮辱する内容の横断幕を掲示したことがきっかけとなったとする指摘もある。
試合終了のホイッスルが鳴らされると共に、アル・マスリ側の数千人のサポーターが石や瓶類や花火、またはナイフや棒を持ってピッチに乱入し選手らを襲撃、スタジアム内は逃げ惑うアル・アハリのサポーターや選手らでパニック状態となった。暴動を逃れようとしたアル・アハリ側サポーターはスタジアムの出口へ殺到したが鋼鉄製の門には鍵が掛けられ硬く閉ざされていたため、狭い回廊の中に閉じ込められた状態となり、多くの人々が窒息死した。この他、観客席から突き落とされて死亡した者や武器で襲撃されて犠牲になった者などもいた。
現場へは救急車が出動したがアル・マスリ側サポーターによりスタジアムへの入場を阻止されたため、エジプト軍最高評議会議長のムハンマド・フセイン・タンターウィーは軍用機2機を派遣し、アル・アハリの選手と負傷したサポーターを救出するよう指示。この暴動において、選手らの無事は確認されたのに対し警備当局者やサポーター併せて70人以上が犠牲となった。現場に遭遇したアル・アハリの監督や選手の中には「自らも殴る蹴るの暴行を受ける被害に遭った」「何人かのサポーターを救出しようと試みたが、多くは目の前で亡くなった」と証言する者もいる。また、エジプト内務省は暴動に関与した47人の身柄を拘束した事を発表した。
翌2013年1月26日、この事件の裁判で刑事法廷（一審）は首謀者ら21名に対し死刑判決を言い渡した。

### 原因
エジプト国内では2011年の革命以降、警察の治安維持力が弱まり強盗や誘拐や窃盗などの犯罪が多発するなど、治安状態が悪化していたが、今回の暴動においても警備体制に甘さがあり襲撃されたサポーターを適切に保護することが出来なかったと指摘された。
また、エジプト国内で最大の政治勢力であるムスリム同胞団系の自由と公正党は公式サイト上で「暴動はムバーラク元大統領の支持者が引き起こしたものである」とする声明を発表。被害者となったアル・アハリのサポーターと警察とは長年に渡り対立関係にあったこと、2011年の革命においても警察との戦闘に加わっていたことから警察側が彼らに対し復讐を望んだ、とする陰謀論も沸き起こった。
『エジプト・インデペンデント』紙は2月9日、検察当局の捜査により暴動の背後にムバーラク元大統領の息子であり国民民主党の幹部だったガマール・ムバーラクの配下にいた団体が存在し、彼らが凶悪犯を雇い入れてアル・アハリサポーターを襲撃させたことが判明した、と報じた。一方、こうした陰謀論や事件の真相について、中東調査会研究員の鈴木恵美は「不明瞭な点が多いが、双方が興奮状態にあったのは間違いない」としている。

## 試合
| 2012年2月1日 15:30 (UTC+2) |

| アル・マスリ                      | 3–1      | アル・アハリ                |
| ザカリア 72分, 83分 · シセ 90+2分 | レポート | ファビオ・ジュニオール 11分 |

| ポートサイド・スタジアム 観客数: 22.000人 |

|  |  |  |

## 国際社会の反応
国際サッカー連盟 (FIFA)
ゼップ・ブラッター会長は「サッカー界にとって暗黒の日だ。このような破滅的な状況は想像を絶しており、絶対に起きてはならない」との声明を発表。ブラッター会長はエジプトサッカー協会会長のサミール・ザヘルに対しアル・マスリ対アル・アハリ戦で何が起こったのか詳細な報告書を提出するように要請した。2月7日、FIFAは暴動の犠牲者の遺族に対し25万ドル（約1.930万円）の弔慰金を送る事を発表した。
アフリカサッカー連盟 (CAF)
イッサ・ハヤトウ会長は「アフリカサッカー界は悲しみに包まれている」との声明を発表。ガボンと赤道ギニアの2か国で開催中のアフリカネイションズカップ2012準々決勝では犠牲者に対し黙祷を捧げ弔意を示すことを発表した。

## 影響
エジプト軍最高評議会は国内リーグ戦の中止を指示、エジプトサッカー協会はエジプト・プレミアリーグの無期限延期を発表した。被害を受けたアル・アハリは全てのスポーツ活動を停止し3日間、犠牲者に哀悼の意を示す事を宣言した。また、タンタウィ議長は2月2日から3日間を国民的服喪期間とする事を宣言し、暴動に関与した者を探し出し罰すると述べた。ガンズーリ暫定首相は暴動が発生したポートサイドの市長や治安当局幹部らが停職処分を受け、エジプトサッカー協会の理事が更迭されたことを発表した。
アル・アハリに所属するモハメド・アブトレイカとモハメド・バラカットとエマド・モテアブの3人は「亡くなった人々の為の報いがあるまで復帰することはない」と引退を表明。監督のマヌエル・ジョゼは母国のポルトガルに帰国し、クラブとの契約を解除する申請を行った。
2月29日に予定されていたアフリカネイションズカップ2013予選・エジプト代表対中央アフリカ代表の試合は、この事件の影響で6月30日に延期された。
3月12日、延期されていた2011-12エジプト・プレミアリーグの中止が発表された。
3月24日、エジプトサッカー協会はホームのアル・マスリに1年間の国内大会出場禁止とこれに伴うエジプト・プレミアリーグ2部への強制降格、ホームスタジアムの3年間使用禁止、アウェイのアル・アハリに4試合の無観客試合という処分を発表した。この処分により、アル・マスリはすでに中止が発表されていた2011-12エジプト・プレミアリーグに加え、2011-12エジプトカップと2012-13エジプト・プレミアリーグにも出場できなくなった。

## 抗議デモ

### 2月2日
ポートサイド・スタジアムでの暴動を阻止することが出来ず被害が拡大したのは軍最高評議会の失態であり、もはや政権を維持する能力はないとして、2月2日に首都カイロをはじめ国内各地でデモが発生。カイロの中心部にあるタハリール広場にはアル・アハリのサポーター数百人を含む数千人の市民が集結し、「軍政打倒」を連呼。デモ隊は国内の治安を統括するエジプト内務省に向けて行進を行ったところ、治安部隊が催涙弾を発射。ガスを吸い込んだ約400人が負傷したが、デモ隊は1万人以上の人数で内務省庁舎を包囲し「軍政打倒」を連呼した。2月2日から2月3日にかけて行われた抗議デモによりカイロでは1人が死亡し1,600人以上が負傷。スエズでは警官隊との衝突により3人が死亡し200人以上が負傷した。
暴動の発生したポートサイドでは市民ら数千人が街頭に集結し「暴動はポートサイド市民によって企図されたのではない」とする抗議活動を行い、試合時に職務を果たさなかった警備当局を批判した。デモ参加者の多くは2月1日の暴動の際にアル・アハリの選手やサポーターを襲撃した集団は普段からゴール裏に陣取るサポーター集団ではなく、外部から潜入した集団による犯行であると認識しており、暴動はその者達により事前に計画された物だとしている。彼らは試合終了の笛と共にピッチへ侵入したことは認めているものの、これは自分達のチームの勝利を祝福する為だったと発言した。

### 2月3日以降
2月3日には国内第2の都市であるアレクサンドリアにおいてデモが発生するなど軍政に対する批判が拡大を続ける一方で、同日夜にカイロ郊外にある警察署に武装集団が押し入り署内に収容されていた27人が脱走。さらに別の地区では派出所が武装集団の襲撃を受け、武器を強奪される事件が発生するなど、デモに便乗した犯罪が頻発した。
スタジアムでの暴動に端を発した軍政に対する抗議デモは内務省庁舎周辺で連日行われているが、治安部隊は3日午後から群集に対し散弾銃を使用した発砲を行っており、2月4日までの3日間で12人が死亡し2.532人が負傷した。負傷者の中には2011年の革命の際に主導的役割を果たした4月6日運動の中心人物であるアフマド・マーヘルも含まれている。

## 裁判
2013年1月、暴動を通じて多数のサポーター、警官など73人が逮捕起訴され、裁判にかけられることとなった。2013年1月26日、エジプトの裁判所は一部の被告21人に対し死刑判決を下した。
これに対し、再び市内で暴動が発生。26日には機動隊員2人を含む31人が死亡、翌27日には6人が死亡した。翌々日の28日、政府は暴動を封じ込めるため、ポートサイド、スエズ、イスマイリアに非常事態宣言を発した。